# Kanton Authon-du-Perche
Kanton Authon-du-Perche (francouzsky Canton d'Authon-du-Perche) je francouzský kanton v departementu Eure-et-Loir v regionu Centre-Val de Loire. Tvoří ho 15 obcí.

## Obce kantonu
- Les Autels-Villevillon
- Authon-du-Perche
- La Bazoche-Gouet
- Beaumont-les-Autels
- Béthonvilliers
- Chapelle-Guillaume
- Chapelle-Royale
- Charbonnières
- Coudray-au-Perche
- Les Étilleux
- Luigny
- Miermaigne
- Moulhard
- Saint-Bomer
- Soizé